# Thera Coppens
Thera Coppens (Amsterdam, 19 mei 1947) is een Nederlands schrijfster.
Thera Coppens volgde in Amsterdam een journalistieke opleiding bij De Geïllustreerde Pers en specialiseerde zich in artikelen over geschiedenis en kunst. Ze debuteerde met gedichten in De Gids en korte tv-spelen voor de AVRO. De auteur kreeg vooral bekendheid door haar vele historische boeken die gebaseerd zijn op archiefonderzoek in binnen- en buitenland. Sinds 1983 woonde ze in Baarn met haar man, de biograaf Wim Hazeu (overleden 2 juli 2024), ze kregen samen vier kinderen. In 1988 richtte ze haar Historisch Toerisme Bureau op. Coppens leidt haar gasten persoonlijk rond op locaties die een rol spelen in haar historische boeken en artikelen. 
Ze publiceerde onder meer in het Museumtijdschrift (voorheen Vitrine), NRC Handelsblad, De Gids, Wending, Parmentier, GM (Geschiedenis Magazine) en catalogi van PAN Amsterdam, de Nieuwe Kerk (Amsterdam), Museum Hermitage en The Burlington Magazine. Ze houdt regelmatig lezingen.
In 2021 ontving ze de tweejaarlijkse Marnix van Sint Aldegonde prijs.
Coppens publiceerde toen haar kinderen klein waren veel kinderboeken en kinderpoëzie. Ook schreef ze negen kindermusicals en meer dan 150 kinderliedjes (verschenen op grammofoonplaten en cd’s). Ze stelde onder meer tweemaal het Kinderboekenweekgeschenk samen (in 1981 Je Eigen Tijd over kinderen en geschiedenis en in 1982 Retourtje Ver weg over reizen).

## Werk
Historische boeken
- Johanna en Margaretha : Gravinnen van Vlaanderen en prinsessen van Constantinopel (Meulenhoff, 2019) ISBN 9029091336
- Suzanne en Edouard Manet : De liefde van een Hollandse pianiste en een Parijse schilder (Meulenhoff, 2014) ISBN 9029088567 Deze biografie werd genomineerd voor de biografieprijs 2014
- Sophie in Weimar. Een prinses van Oranje in Duitsland (Meulenhoff, 2011) ISBN 9029087439 Deze biografie werd genomineerd voor de biografieprijs 2012
- Sophie in Weimar. Leben und Wirken der Grossherzogin von Sachsen Weimar Eisenach (1824-1897) (Verlagshaus Römerweg, Wiesbaden), 2024
- Tien vrouwen van Soestdijk (UMCO, 2010) ISBN 9086690335
- Dageraad van Oranje Nassau, geromantiseerde biografieën (Meulenhoff 2009) ISBN 9789029084444 (eerder verschenen bij de Prom, 2001) Een trilogie waarin opgenomen:
  - De vrouwen van Willem van Oranje, ISBN 9026121431
  - Maurits, zoon van de Zwijger, ISBN 9026101813
  - Frederik Hendrik en Amalia van Solms, ISBN 9026102313
- Hortense. De vergeten koningin van Holland (Meulenhoff, 2006) ISBN 9029077875
- Marie Cornélie. Dagboek van haar reis naar het hof van Sint-Petersburg 1824-1825 (Meulenhoff, 2003) ISBN 9029073659
- Voet op vrome bodem, novelle (de Prom, 2001) ISBN 9068017551
- Antonius Mor, hofschilder van Karel V, eerste biografie van de Utrechtse portretschilder Anton Mor (de Prom, 1999) ISBN 9068012916
- Petite Histoire, bundeling biografische verhalen over vrouwen uit het verleden waaronder Mata Hari (de Prom, 1997) ISBN 9068015516
- Het gouden zoutvat, selectie uit de cultuurhistorische verhalen van de achterzijde van NRC Handelsblad (de Prom, 1995) ISBN 9068014463
- Kloosterkeukens en recepten (de Fontein/Roularta books, 1993) ISBN 9026106254 De helft van dit boek bestaat uit een overzicht van culinaire heiligen, de andere helft uit kloosterrecepten (basis tv-serie Oude kloostergebruiken KRO/VRT. Van deze negendelige serie is in 2006 een DVD "Oude Kloostergebruiken" verschenen)
- Baarnse lusthoven en hun bewoners, (de Prom, 1990) ISBN 9068012479
- Buren, Egmond en Oranje (in opdracht van de Stichting Oud-Buren). Verhaal over illustere heren in graafschap Buren (1989) ISBN 9026103646
- Maurits, Lodewijk en Willem Adriaan van Nassau, opdracht van Provinciale Bibliotheek Centrale Utrecht. Over de nazaten van prins Maurits op kastelen in de provincie Utrecht (1986) ISBN 9024645905
- Maria Stuart. Koningin van Schotland, geromantiseerde biografie (Zuid-Hollandse uitgeversmij., 1973) ISBN 9023502329 en 9789023502326
- Elizabeth R, geromantiseerde biografie (Zuid-Hollandse uitgeversmij., 1971). ISBN 9023502027 In het Frans verschenen bij Editions Trévise, Parijs
- De zes vrouwen van Hendrik VIII, geromantiseerde biografie ( Zuid-Hollandse uitgeversmij., 1970). ISBN 9023580605

Poëzie
- De glazen kist, poëzie (Bosch & Keuning, 1975) ISBN 9024645034
- Woordenboekje, poëzie (Bosch & Keuning, 1984) ISBN 9024641292
- Trappen om vooruit te komen, jeugdpoëzie (Uitgeversmij. Holland, 1986) ISBN 9025105459

Toneel
- De vlieg, eenakter/tv-spel (AVRO, 1971).
- De student en het achtste huis, eenakter/tv-spel (AVRO, 1969).

Kinderboeken, onder meer
- Was het fijn in de trein? (Uitgeverij Marmer, 2007) ISBN 9789086690350
- Het spookt bij Madame Rat (Strengholt United Media, 2008) ISBN 9789086690695

Vertalingen
- "Licht op zolder" van Shell Silverstein, kindergedichten (Fontein, 1983) ISBN 9026121466
- "Het randje van de wereld" van Shell Silverstein, samen met Willem Wilmink en Hans Dorrestijn (Fontein, 1985) ISBN 9026102003

Kindermusicals
- Spoken op Griezelsteyn, (kindermusical Benny Vreden, 1985)
- Vlieg op, (Omniboek, 1985)
- Het mooiste geschenk - kerstmusical (Benny Vreden)

- Bibliothèque nationale de France: cb128659222 (data)
- Digitale Bibliotheek voor de Nederlandse Letteren: copp004
- Gemeinsame Normdatei: 172025664
- International Standard Name Identifier: 0000 0000 6651 4160
- Library of Congress Control Number: n91108452
- MusicBrainz: 79b57326-8f63-4043-aa38-0ab0bffbfd9d
- Nationale Bibliotheek van Israël: 987007393340405171
- Nederlandse Thesaurus van Auteursnamen: 070836140
- Système universitaire de documentation: 123038812
- Virtual International Authority File: 24730769
- WorldCat: E39PBJtMpmRJhKWT69wtCPWCcP